# Liste der Ehrenbürger von Hannover
Die Liste der Ehrenbürger von Hannover enthält die Personen, denen die Stadt Hannover die Ehrenbürgerwürde verliehen hat. Es handelt sich um die höchste Auszeichnung der Stadt.
Eine weitere Ehrung ist die Verleihung der Stadtplakette.

## Ehrenbürger der Stadt Hannover

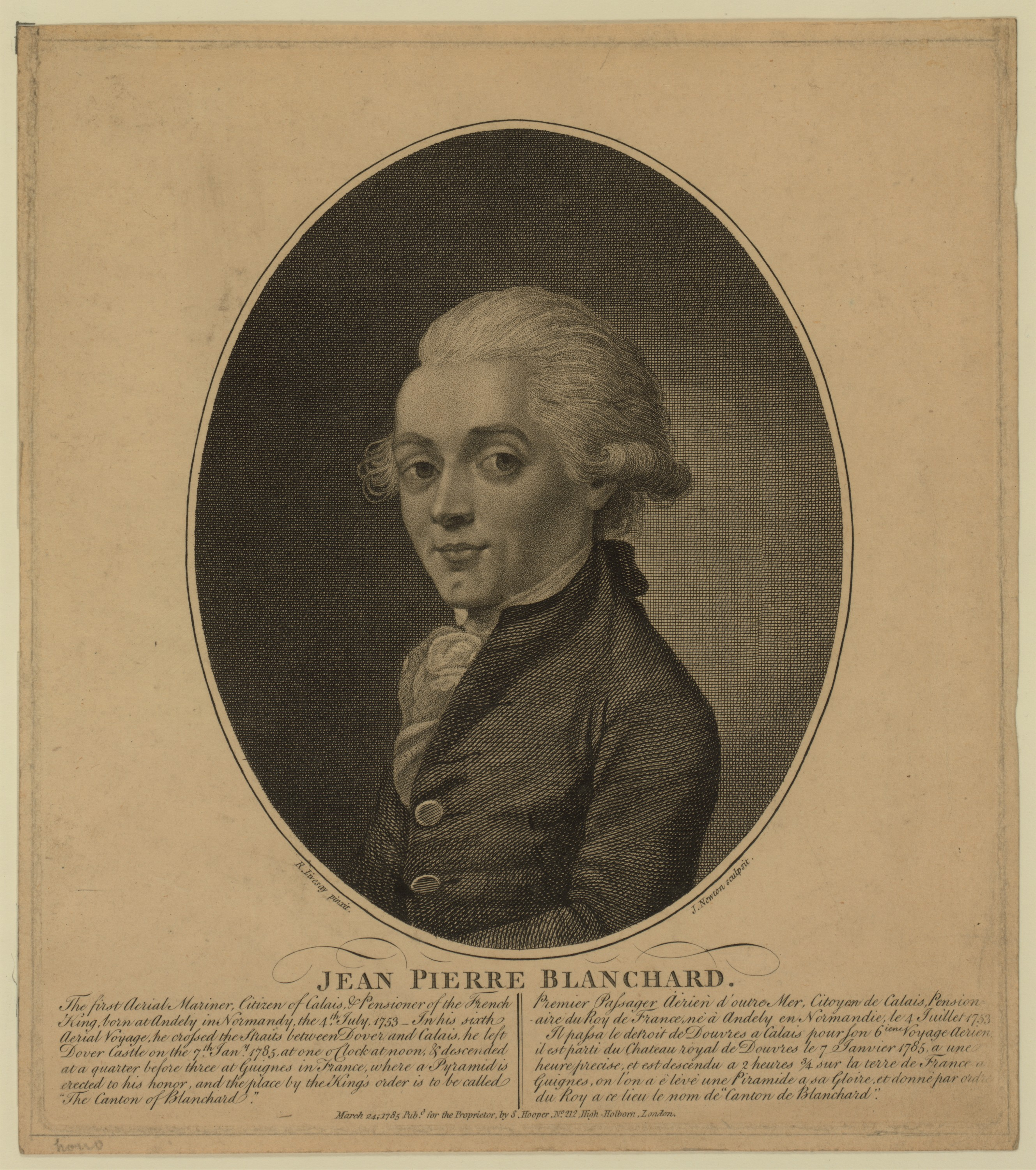
Jean-Pierre Blanchard

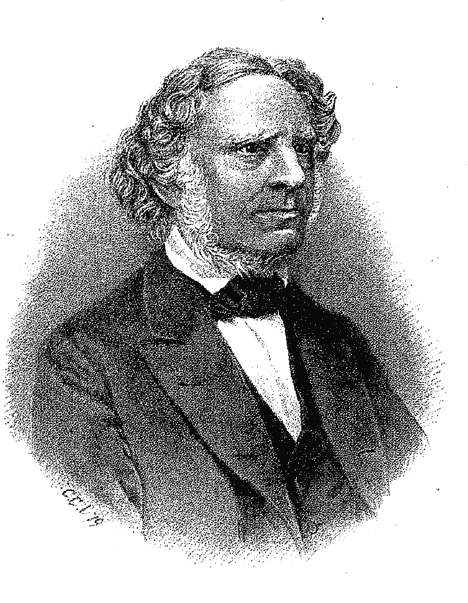
Karl Karmarsch

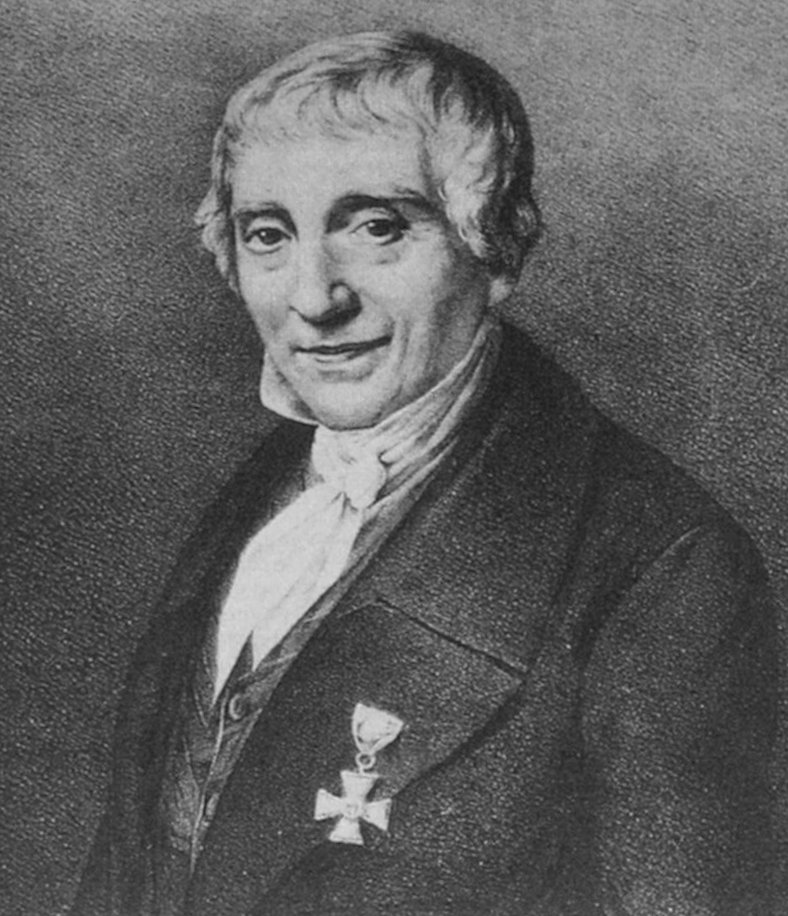
Georg Friedrich Grotefend

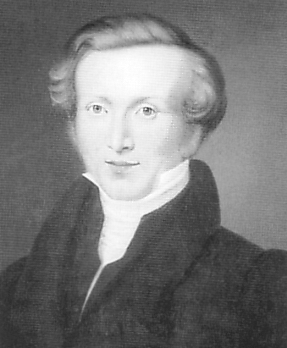
Hermann Wilhelm Bödeker

Heinrich Marschner

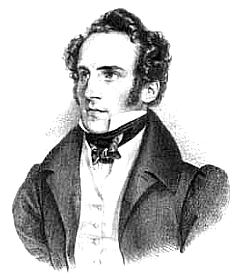
Karl August Devrient

Hermann Kestner

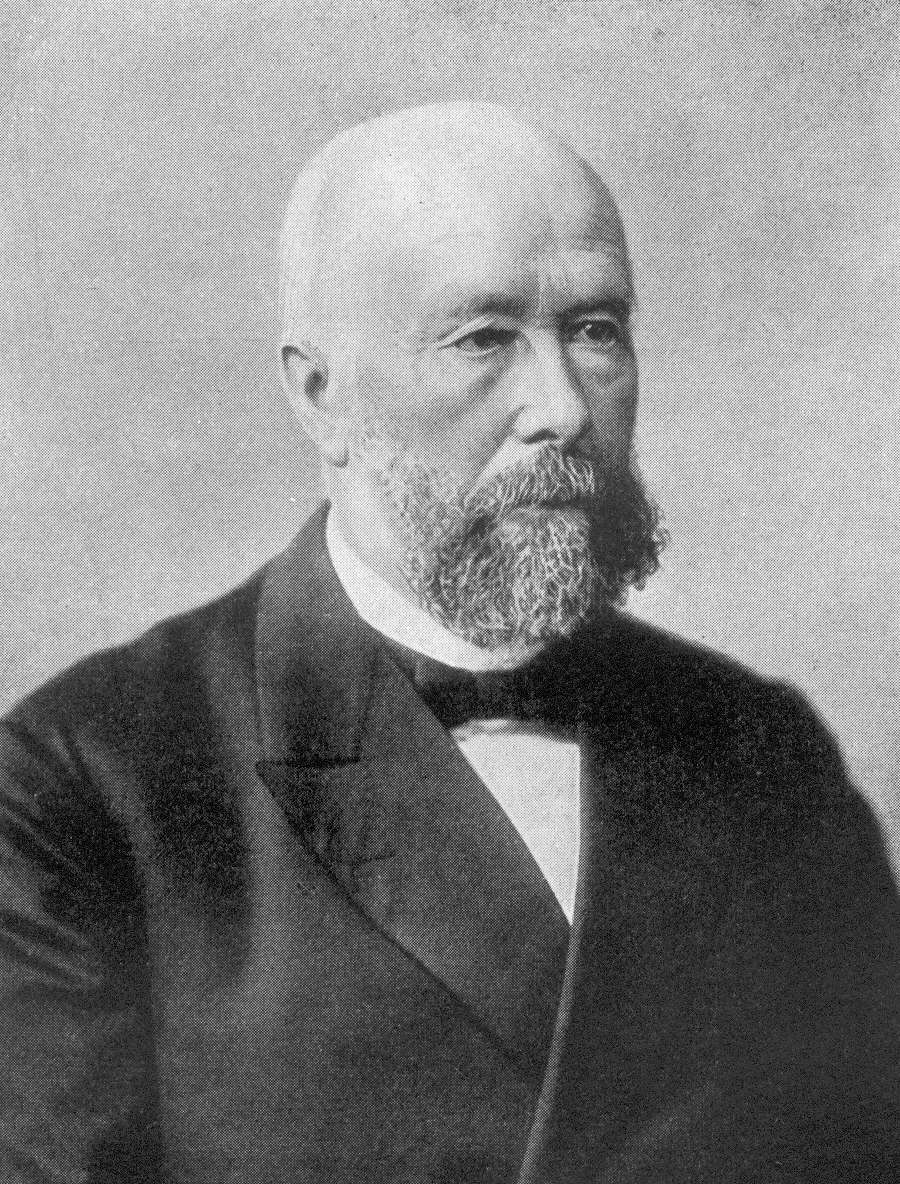
Rudolf von Bennigsen

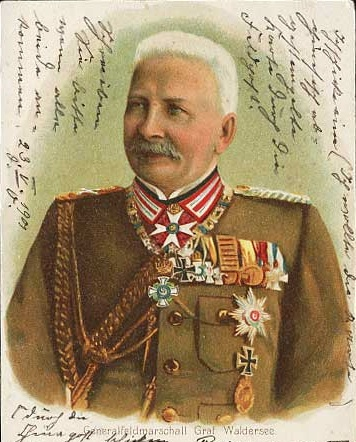
Alfred von Waldersee

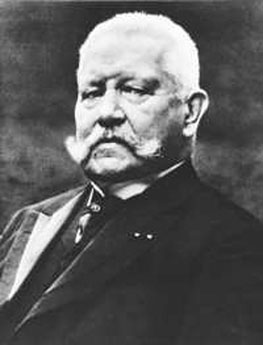
Paul von Hindenburg

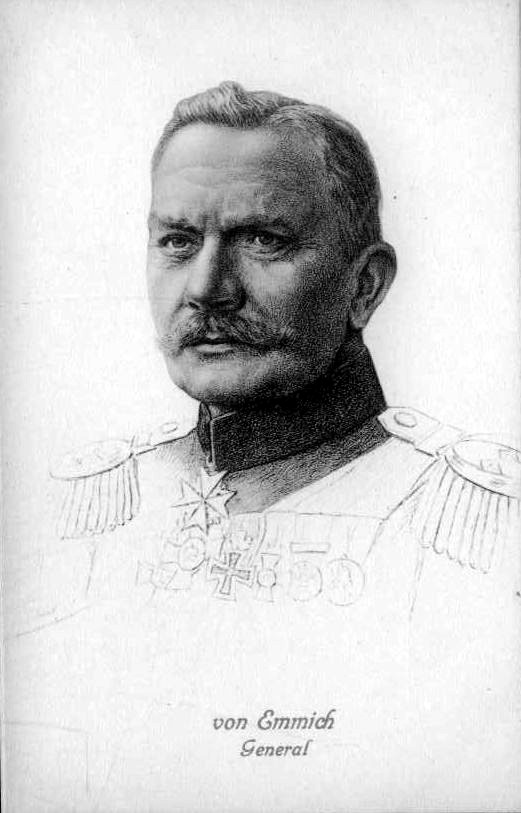
Otto von Emmich

Heinrich Tramm

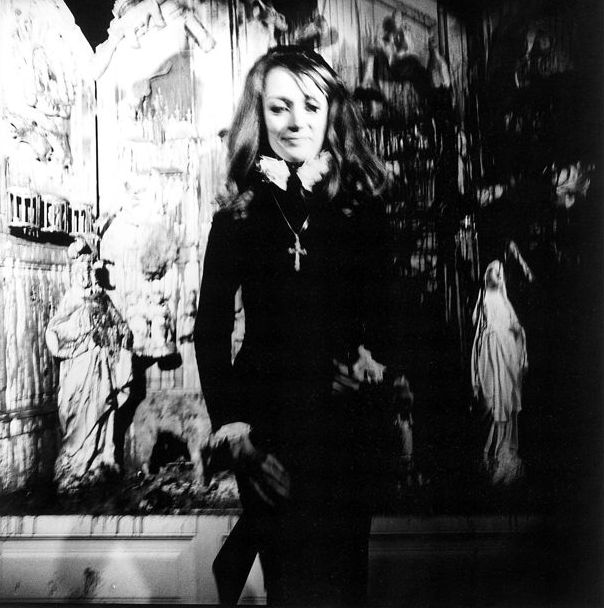
Niki de Saint Phalle

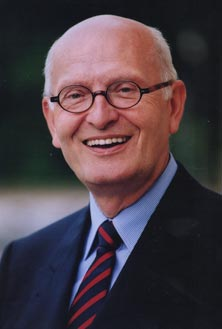
Herbert Schmalstieg

1. Jean-Pierre Blanchard (* 1753 in Les Andelys; † 1809 bei Paris)
Flugpionier und Ballonfahrer
Verleihung 1790 nach einer Flugvorführung in Hannover
2. Claus von der Decken (* 5. Januar 1742 in Rittershausen; † 10. Juli 1826 in Hannover)
Staats- und Kabinettsminister
Verleihung 1798
3. Prinz Adolph Friedrich von Großbritannien, Irland und Hannover (* 24. Februar 1774 in London; † 8. Juli 1850 ebendort)
Königssohn und Feldmarschall
Verleihung 1798
4. Carl Rudolph August von Kielmannsegge (* 1. September 1731; † 18. Dezember 1810 in Hannover)
Minister, Kammerpräsident, Rat und Autor
Verleihung 1798[1]
5. Ernst August Rumann (* 3. Juli 1746 in Polle; † 17. Juli 1827 in Hannover)
Jurist und Justizminister des Königreichs Hannover von 1816 bis 1827
Verleihung 1816
6. Carl von Alten (* 21. Oktober 1764 in Burgwedel bei Hannover; † 20. April 1840 in Bozen)
General und Staatsmann
Verleihung 1817
7. Friedrich Franz Dietrich von Bremer (* 10. August 1759 in Hannover; † 7. März 1836 ebenda)
Minister des Königreichs Hannover
Verleihung 1817
8. Carl von Linsingen (* 6. Januar 1742; † 5. September 1830 in Herrenhausen), General
Verleihung 1820
9. Georg Ludwig Friedrich Laves (* 17. Dezember 1788 in Uslar; † 30. April 1864 in Hannover)
Architekt des Königreichs Hannover
Verleihung 1824
10. Georg Christian von Wangenheim (* 17. August 1780 in Hannover; † 21. Oktober 1851 ebenda)
hannoverscher Oberhofmarschall
Verleihung 1828
11. August Heinrich Andreae (* 4. Dezember 1804 in Horst; † 6. Januar 1846 in Hannover)
Architekt und Stadtbaumeister
Verleihung 1845
12. Karl Karmarsch (* 17. Oktober 1803 in Wien; † 24. März 1879 in Hannover)
gründete 1831 die Höhere Gewerbeschule – die heutige Gottfried Wilhelm Leibniz Universität Hannover
Verleihung am 7. April 1846
13. Moritz Rühlmann (* 15. Februar 1811 in Dresden; † 16. Januar 1896 in Hannover)
Hauptlehrer an der Höheren Gewerbeschule
Verleihung am 7. April 1846
14. Friedrich Heeren (* 11. August 1803 in Hamburg; † 2. Mai 1885 in Hannover)
Hauptlehrer an der Höheren Gewerbeschule
Verleihung am 7. April 1846
15. Heinrich Kirchweger (* 12. Juni 1809 in Stettin; † 18. Januar 1899 in Hannover)
Maschinendirektor und Vorstand der Eisenbahn-Maschinen-Inspektion
Verleihung am 7. April 1846
16. Georg Friedrich Grotefend (* 9. Juni 1775 in Hann. Münden; † 15. Dezember 1853 in Hannover)
Sprachwissenschaftler und Altertumsforscher, Entzifferer von Keilschriften
Verleihung am 1. Februar 1848
17. Hermann Wilhelm Bödeker (* 15. Mai 1799 in Osnabrück; † 5. Januar 1875 in Hannover)
Pastor an der Marktkirche, gründete mehrere soziale Stiftungen, darunter die Kinderheilanstalt, das spätere Schwesternhaus und die so genannte Bödekerkrippe.
Verleihung am 27. November 1848
18. Friedrich Krancke (* 11. Juni 1782 in Hannover; † 6. Dezember 1852 ebenda)
Schulinspektor, verfasste mehrere Rechenbücher
Verleihung am 26. September 1851
19. Heinrich Marschner (* 16. August 1795 in Zittau; † 14. Dezember 1861 in Hannover)
Komponist, Hofkapellmeister. Sein bedeutendstes Werk war Hans Heiling, ein Schlüsselwerk der deutschen romantischen Oper.
Verleihung am 1. Januar 1857
20. Ludewig Johann von Slicher (* 15. Juni 1809 in Kassel; † 9. September 1896 in Hannover)
Generalmajor
Verleihung am 30. November 1863
21. Karl August Devrient (* 5. April 1797 in Berlin; † 3. August 1872 in Bad Lauterberg im Harz)
Hofschauspieler
Verleihung am 28. Juli 1869
22. Hermann Kestner (* 30. Juli 1810 in Hannover; † 27. Juni 1890 ebenda)
Komponist, stellte als Nachlassverwalter die reiche Sammlung von Antiken seines Onkels August Kestner der Stadt Hannover zur Verfügung, die zur Grundlage für das Museum August Kestner wurde
Verleihung am 15. November 1889
23. Rudolf von Bennigsen (* 10. Juli 1824 in Lüneburg; † 7. August 1902 in Bennigsen)
Mitglied des Reichstags 1867–1879, 1873 bis 1879 dessen Präsident, Oberpräsident der Provinz Hannover 1888–1897
Verleihung am 10. Juli 1894
24. Georg Lichtenberg (* 26. März 1852 in Hannover; † 21. Mai 1908 ebenda)
Bürgermeister von Linden, Landeshauptmann der Provinz Hannover
Verleihung am 2. April 1895
Lichtenberg wurde für seine Verdienste erster und einziger Ehrenbürger der Stadt Linden. Bei deren Eingemeindung 1920 wurde sein Eintrag in Hannover übernommen.
25. Alfred von Waldersee (* 8. April 1832 in Potsdam; † 5. März 1904 in Hannover)
Generalfeldmarschall der preußischen Armee
Verleihung am 27. April 1900
26. Julius Berend (* 20. Oktober 1820 in Berlin; † 24. März 1904 in Hannover)
Hofschauspieler
Verleihung 1900
27. Paul von Hindenburg (* 2. Oktober 1847 in Posen; † 2. August 1934 in Neudeck, Ostpreußen)
Generalfeldmarschall der preußischen Armee, 1920–1925 wohnhaft in Hannover, ab 1925 Reichspräsident
Verleihung am 26. August 1915
28. Otto von Emmich (* 4. August 1848 in Minden; † 22. Dezember 1915 in Hannover)
Kommandierender General der deutschen Armee, wurde 1909 General des hannoverschen X. Armeekorps. Zu Beginn des Ersten Weltkriegs eroberten seine Truppen die Festung Lüttich.
Verleihung am 26. August 1915
29. Heinrich Tramm (* 13. März 1854 in Hannover; † 13. März 1932 ebenda)
Stadtdirektor von Hannover 1891–1918. In seine Zeit fallen der Ausbau der Oststadt, die Vollendung der Kanalisation und der Bau des Neuen Rathauses.
Verleihung am 16. November 1916
30. Siegmund Seligmann (* 19. August 1853 in Verden; † 12. Oktober 1925 in Hannover)
Kaufmann und Unternehmer, seit 1879 der erste Direktor der hannoverschen Continental AG
Verleihung am 19. August 1923 anlässlich seines 70. Geburtstags
31. Gustav Fink (* 3. Juli 1854 in Hannover; † 15. Mai 1933 ebenda)
Stadtdirektor 1922–1925
Verleihung am 22. September 1925 anlässlich seiner Versetzung in den Ruhestand
32. (Adolf Hitler): gestrichen, siehe unter Ehemalige Ehrenbürger der Stadt Hannover
33. (Bernhard Rust): gestrichen, siehe unter Ehemalige Ehrenbürger der Stadt Hannover
34. Fritz Beindorff (* 29. April 1860 in Essen; † 2. Juni 1944 in Celle)
Fabrikant, Konsul und Kommerzienrat
Verleihung am 27. April 1940
35. Gustav Bratke (* 29. Juli 1878 in Hannover; † 24. Oktober 1952 in Coburg)
Gemeindevorsteher von Misburg 1919–1933, Oberstadtdirektor 1946–1949, organisierte 1947 die erste Hannover Messe
Verleihung am 20. Oktober 1949
Bratke wurde 1952 auch im 1974 eingemeindeten Misburg Ehrenbürger.
36. Wilhelm Weber (* 6. Januar 1879 in Hamburg; † 12. Juli 1961 in Hannover)
Oberbürgermeister 1946–1956
Verleihung am 28. November 1956, anlässlich seiner Versetzung in den Ruhestand
37. Bernhard Sprengel (* 17. April 1899 in Warendorf; † 22. Januar 1985 in Hannover)
Fabrikant und Kunstmäzen, schenkte an seinem 70. Geburtstag seine erhebliche Kunstsammlung der Stadt, hieraus entstand das Sprengel-Museum
Verleihung am 17. April 1969
38. August Holweg (* 21. Oktober 1905 in Linden; † 21. Mai 1989 in Hannover)
Oberbürgermeister 1956–1972, maßgeblich beteiligt am Ausbau der Herrenhäuser Gärten, der Medizinischen Hochschule, der Stadtbahn Hannover und des Historischen Museums
Verleihung am 19. Januar 1972
39. Rudolf Hillebrecht (* 26. Februar 1910 in Linden; 6. März 1999 in Hannover)
Stadtbaurat, gestaltete nach dem Zweiten Weltkrieg die Innenstadt vollständig um
Verleihung am 26. Februar 1980
40. August Closs (* 9. August 1898 in Neumarkt in Steiermark; † 21. Juni 1990 in Bristol)
Mitbegründer der Städtepartnerschaft zwischen Hannover und Bristol.
Verleihung am 31. August 1987
41. Hinrich Seidel (* 7. November 1931 in Rendsburg; † 18. Februar 2020 in Hannover)
Universitätsprofessor, von 1976 bis 1997 Rektor / Präsident der Technischen Universität / Universität Hannover
Verleihung am 20. Januar 1990
42. Niki de Saint Phalle (* 29. Oktober 1930 in Neuilly-sur-Seine; † 21. Mai 2002 in San Diego)
Malerin und Bildhauerin, wurde 1974 in Deutschland bekannt, als sie ihre „Nanas“ am Leineufer auf der heutigen Skulpturenmeile aufstellte.
Verleihung 17. November 2000
43. (Gerhard Schröder): zurückgegeben, siehe unter Ehemalige Ehrenbürger der Stadt Hannover
44. Herbert Schmalstieg (* 8. Juni 1943 in Hannover)
Oberbürgermeister von 1972 bis 2006
Verleihung am 2. Februar 2007

## Ehemalige Ehrenbürger der Stadt Hannover
- Adolf Hitler (* 20. April 1889 in Braunau am Inn; † 30. April 1945 in Berlin)
Reichskanzler 1933–1945
Verleihung am 6. April 1933
aus der Liste der Ehrenbürger durch Resolution vom 9. November 1978 gestrichen
- Bernhard Rust (* 30. September 1883 in Hannover; † 8. Mai 1945 in Berne)
Gauleiter von Süd-Hannover-Braunschweig 1928–1940
Verleihung am 6. April 1933
aus der Liste der Ehrenbürger durch Resolution vom 9. November 1978 gestrichen
- Gerhard Schröder (* 7. April 1944 in Mossenberg, Lippe)
Ministerpräsident von Niedersachsen 1990–1998, Bundeskanzler 1998–2005
Verleihung am 24. Februar 2006; am 3. März 2022 leitete die Stadtverwaltung ein Verfahren zur Aberkennung der Ehrenbürgerwürde ein, da Schröder nicht die erforderlichen Konsequenzen aus Putins Angriffskrieg ziehe.[2] Schröder erklärte am 15. März 2022 seinen Verzicht auf die Ehrenbürgerwürde.[3] Daraufhin teilte die Stadt Hannover am 17. März 2022 mit, dass das angestoßene Aberkennungsverfahren obsolet ist und Schröder kein Ehrenbürger der Stadt mehr ist.[4]